# Bellator 254
Bellator 254: Macfarlane vs. Velasquez è stato un evento di arti marziali miste tenuto dalla Bellator MMA il 10 dicembre 2020 al Mohegan Sun Arena di Uncasville negli Stati Uniti.

## Risultati
|                                        | Divisione            |                   |           |                          | Metodo                                  | Round     | Tempo     | Premio    |
| Main Card                              | Main Card            | Main Card         | Main Card | Main Card                | Main Card                               | Main Card | Main Card | Main Card |
| -------------------------------------- | -------------------- | ----------------- | --------- | ------------------------ | --------------------------------------- | --------- | --------- | --------- |
| Sfida valida per il titolo di campione | Pesi mosca femminili | Juliana Velasquez | batte     | Ilima-Lei Macfarlane (c) | Decisione unanime (48–47, 49–46, 48–47) | 5         | 5:00      |           |
|                                        | Pesi gallo           | Magomed Magomedov | batte     | Matheus Mattos           | Decisione unanime (30–26, 30–27, 30–27) | 3         | 5:00      |           |
|                                        | Pesi massimi         | Linton Vassell    | batte     | Ronny Markes             | KO tecnico (pugni)                      | 2         | 3:37      |           |
|                                        | Pesi medi            | Romero Cotton     | batte     | Justin Sumter            | Sottomissione (rear-naked choke)        | 1         | 3:36      |           |
| Preliminary Card                       |                      |                   |           |                          |                                         |           |           |           |
|                                        | Pesi welter          | Shamil Nikaev     | batte     | Kemran Lachinov          | Decisione unanime (29–28, 29–28, 29–28) | 3         | 5:00      |           |
|                                        | Pesi mediomassimi    | Grant Neal        | batte     | Maurice Jackson          | Sottomissione (rear-naked choke)        | 2         | 3:59      |           |
|                                        | Pesi piuma           | Cody Law          | batte     | Kenny Champion           | KO tecnico (pugni)                      | 3         | 4:44      |           |
|                                        | Pesi welter          | Billy Goff        | batte     | Robson Gracie Jr.        | KO tecnico (pugni)                      | 2         | 1:46      |           |